# Streekarchief Bommelerwaard
Het Streekarchief Bommelerwaard was de archiefdienst voor de gemeenten Zaltbommel en Maasdriel in de provincie Gelderland. Deze gemeenten omvatten meerdere kernen. Zaltbommel bestaat uit de stad Zaltbommel en de dorpen Gameren, Nieuwaal, Zuilichem, Brakel, Aalst, Poederoijen (met Loevestein), Nederhemert (Noord & Zuid), Bern, Delwijnen, Kerkwijk en Bruchem. Maasdriel omvat de kernen Well (met de buurtschap Wellseind), Ammerzoden, Hedel, Velddriel, Hoenzadriel, Kerkdriel, Alem, Hurwenen, Rossum en Heerewaarden. De streek wordt omsloten door de rivieren Waal en Maas.
De taak of 'missiestatement' van de dienst kan omschreven worden als: De toegang verzekeren, nu en in de toekomst, tot zo veel mogelijk relevante archivalia en documentatiemateriaal, in welke vorm dan ook, waarin de rechten van de burgers, de handelingen van de overheid en de geschiedenis van de Bommelerwaard zijn vastgelegd.

## Geschiedenis
Het Streekarchief Bommelerwaard is in 1983 gestart als archivariaat met een archivaris die werkzaam was op de verschillende gemeentehuizen van de toenmalige Bommelerwaardse gemeenten. In 1994 werd een centrale archiefbewaarplaats gerealiseerd en veranderde het archivariaat in een archief. Bij de gemeentelijke herindeling per 1 januari 1999 werden de acht bestaande gemeenten samengevoegd tot twee nieuwe gemeenten, Zaltbommel en Maasdriel. Besloten werd om de oude gemeentelijke archieven versneld over te brengen naar het archief. Daarop volgde in 2000-2001 de bouw van een tweede archiefbewaarplaats en een uitbreiding van de studiezaal en kantoorruimten.
Op 30 mei 2013 hebben de gemeenten Zaltbommel en Maasdriel ingestemd met de aansluiting van het Streekarchief Bommelerwaard per 1 januari 2014 bij het Regionaal Archief Rivierenland (RAR) te Tiel. Vanaf dat moment werd het RAR verantwoordelijk voor het beheer van de archieven en collecties uit de Bommelerwaard.

## Archieven en collecties
Naast de gemeentelijke archieven beheerde het Streekarchief Bommelerwaard voor het Waterschap Rivierenland ook de waterschapsarchieven van de Bommelerwaard tot aan 1982. Verder waren er particuliere archieven van kerkgenootschappen, bedrijven, stichtingen en verenigingen en privé-personen. De dienst beheerde een uitgebreide bibliotheek, fotocollectie, krantencollectie, kaarten, tekeningen, prenten, enzovoorts. Op de site van het Streekarchief was een compleet overzicht van de archieven en collecties te raadplegen. In totaal beheerde de dienst ongeveer vijf kilometer aan historisch materiaal. Een deel van dit materiaal, vooral genealogische bronnen, is nu digitaal te raadplegen via de website van het Regionaal Archief Rivierenland.

## Streekarchivarissen
- mevr. A.M. van Geloven (1983-1984)
- D. Dekema (1985-1987)
- A. Struijk (1987, waarnemer)
- J.J.A. Buylinckx (1988-2013)